# Auguste Prouveur de Pont de Grouard
Auguste Antoine Joseph Prouveur de Pont de Grouard est un homme politique français né le 11 décembre 1759 à Valenciennes (Nord) et décédé le 2 mars 1843 à Douai (Nord).

## Biographie
Conseiller-pensionnaire de la ville de Valenciennes et membre des États du Hainaut, il est député du Nord de 1791 à 1792. Il est ensuite procureur de la commune de Valenciennes, juge au tribunal de district, puis en 1800, sous-préfet de Cambrai. Il est préfet de l'Indre en 1804 puis préfet de la Vienne en avril 1815. Il est chevalier d'Empire en 1808 puis baron en 1809.